# نيكولاس أوروز
نيكولاس أدريان أوروز (بالإنجليزية: Nicolás Adrián Oroz) (مواليد 1 أبريل 1994) هو لاعب كرة قدم أرجنتيني ، يجيد اللعب في خط الوسط.

## روابط خارجية
نيكولاس أوروز على موقع قاعدة بيانات كرة القدم.إي يو (الإنجليزية)
- نيكولاس أوروز على موقع Soccerway.com (الإنجليزية)
- نيكولاس أوروز على موقع AS.com (الإسبانية)